# Mats Ekman
Mats Ekman, född 18 januari 1952 är en volleybollspelare och -tränare. Han spelade 146 landskamper med svenska landslaget 1969-1980. 
Ekmans moderklubb var Floby VK. Han vann senare fem SM-guld med dåtidens dominant i svensk klubbvolleyboll, Lidingö SK. Efter att han återvände till Floby VK var han med om att bryta Lidingös långa mästerskapssvit då Floby blev svenska mästare 1981/1982.